# Bic (equipa ciclista)
Luis Ocaña com o maillot do Bic
A equipa Bic, conhecido anteriormente como Saint-Raphaël ou Ford France, foi um equipa ciclista francesa, de ciclismo em estrada que competiu entre 1954 a 1974.
A esquadra competiu durante vinte anos e nas suas fileiras militaram grandes ciclistas como Raphaël Géminiani, Tom Simpson, Jo De Roo, Rudi Altig, Jacques Anquetil, Jean Stablinski, Lucien Aimar, Jan Janssen, René Pijnen, Luis Ocaña e Joaquim Agostinho.

## Corredor melhor classificado nas Grandes Voltas
| Ano  | Giro d'Italia        | Tour de France          | Volta a Espanha           |
| ---- | -------------------- | ----------------------- | ------------------------- |
| 1954 | -                    | -                       | X                         |
| 1955 | -                    | -                       | -                         |
| 1956 | -                    | -                       | -                         |
| 1957 | -                    | -                       | -                         |
| 1958 | 2.º Jean Brankart    | -                       | -                         |
| 1959 | -                    | -                       | 4.º Pierre Everaert       |
| 1960 | -                    | -                       | -                         |
| 1961 | -                    | -                       | -                         |
| 1962 | -                    | 1.º Jacques Anquetil    | 1.º Rudi Altig            |
| 1963 | -                    | 1.º Jacques Anquetil    | 1.º Jacques Anquetil      |
| 1964 | 1.º Jacques Anquetil | 1.º Jacques Anquetil    | -                         |
| 1965 | -                    | 5.º Jean-Claude Lebaube | 8.º Jean Claude Wuillemin |
| 1966 | 3.º Jacques Anquetil | 1.º Lucien Aimar        | -                         |
| 1967 | 3.º Jacques Anquetil | -                       | 13.º Arie den Hartog      |
| 1968 | 5.º Willy Van Neste  | -                       | 9.º Lucien Aimar          |
| 1969 | -                    | 10.º Jan Janssen        | 5.º Michael Wright        |
| 1970 | -                    | 19.º Johny Schleck      | 1.º Luis Ocaña            |
| 1971 | -                    | 6.º Leif Mortensen      | 3.º Luis Ocaña            |
| 1972 | -                    | 12.º Leif Mortensen     | 9.º Désiré Letort         |
| 1973 | -                    | 1.º Luis Ocaña          | 2.º Luis Ocaña            |
| 1974 | -                    | 6.º Joaquim Agostinho   | 2.º Joaquim Agostinho     |

## Principais resultados
- Grande Prêmio do Midi Livre: Jean-Pierre Schmitz (1957), Jean Brankart (1959), Michel Stolker (1962), Jean-Claude Theilliere (1966), Michel Grain (1967)
- Tour de Romandia: Gilbert Bauvin (1958)
- Burdeus-Paris:  Jo De Roo (1962), Jacques Anquetil (1965)
- Paris-Tours: Jo de Haan (1960), Jo De Roo (1962 e 1963)
- Giro de Lombardia: Jo De Roo (1962, 1963)
- Paris-Nice: Jacques Anquetil (1963, 1965, 1966), Rolf Wolfshohl (1968)
- Paris-Bruxelas: Jean Stablinski (1963)
- Critérium du Dauphiné: Jacques Anquetil (1963, 1965), Luis Ocaña (1970, 1972, 1973)
- Paris-Luxemburgo: Rudi Altig (1963), Jean Stablinski (1965), Anatole Novak (1966)
- Tour de Flandres: Rudi Altig (1964), Eric Leman (1972)
- Milão-Sanremo: Arie den Hartog (1965)
- es:Gran Premio de las Naciones: Jacques Anquetil (1965, 1966), Luis Ocaña (1971)
- Amstel Gold Race: Jean Stablinski (1966), Arie den Hartog (1967)
- Liège-Bastogne-Liège: Jacques Anquetil (1966)
- Volta à Catalunha: Arie den Hartog (1966), Jacques Anquetil (1967), Luis Ocaña (1971)
- Quatro Dias de Dunquerque: Lucien Aimar (1967), Alain Vasseur (1969)
- Volta ao País Basco: Jacques Anquetil (1969), Luis Ocaña (1971, 1973)
- Paris-Roubaix: Roger Rosiers (1971)
- Tour du Nord: Sylvain Vasseur (1972)
- Setmana Catalã: Luis Ocaña (1973)

### Nas grandes voltas
- Giro d'Italia
  - 8 participações (1958, 1959, 1960, 1961, 1964, 1966, 1967, 1968)
  - 11 vitórias de etapa:
    - 3 em 1964: Jacques Anquetil, Cees Lute, Willi Altig
    - 3 em 1966: Julio Jiménez (2), Vincent Denson
    - 1 em 1967: Jean Stablinski
    - 4 em 1968: Charly Grosskost, Edward Sels, Julio Jiménez (2)

  - 2 classificação finais:
    - Jacques Anquetil (1960, 1964)

  - 2 classificações secundárias:
    - Grande Prêmio da montanha: Jean Brankart (1958)
    - Classificação por equipas: 1964

- Tour de France
  - 11 participações (1962, 1963, 1964, 1965, 1966, 1969, 1970, 1971, 1972, 1973, 1974)
  - 35 vitórias de etapa:
    - 6 em 1962: Rudi Altig (3), Jacques Anquetil (4), Jean Stablinski
    - 7 em 1963: Seamus Elliott, Jacques Anquetil (4), Guy Ignolin (2)
    - 7 em 1964: Rudi Altig, Jacques Anquetil (4), Jo De Roo, Jean Stablinski
    - 1 em 1966: Julio Jiménez
    - 1 em 1967: Paul Lemeteyer
    - 2 em 1970: Alain Vasseur, Luis Ocaña
    - 3 em 1971: Luis Ocaña (2), Bernard Labourdette
    - 8 em 1973: José Catieu, Luis Ocaña (6), Joaquim Agostinho
    - 1 em 1974: Jean-Luc Molinéris

  - 5 classificação finais:
    - Jacques Anquetil (1962, 1963, 1964)
    - Lucien Aimar (1966)
    - Luis Ocaña (1973)

  - 8 classificações secundárias:
    - Classificação por pontos: Rudi Altig (1962)
    - Grande Prêmio da montanha: Julio Jiménez (1966)
    - Prêmio da combatividade: Luis Ocaña (1971, 1973)
    - Classificação por equipas: 1962, 1963, 1971, 1973

- Volta a Espanha
  - 12 participações (1959, 1962, 1963, 1965, 1967, 1968, 1969, 1970, 1971, 1972, 1973, 1974)
  - 40 vitórias de etapa:
    - 11 em 1962: Rudi Altig (3), Seamus Elliott, Jean Graczyk (4), Jean-Claude Annaert, Ab Geldermans, Jean Stablinski
    - 6 em 1963: Jacques Anquetil, Bas Maliepaard, Guy Ignolin (2), Jean Stablinski, Seamus Elliott
    - 1 em 1965: Jean-Claude Wuillemin
    - 1 em 1967: Rolf Wolfshohl
    - 2 em 1968: Michael Wright (2)
    - 3 em 1969: Michael Wright (2), Ward Sels
    - 5 em 1970: Luis Ocaña (2), Anatole Novak, Johnny Schleck, Roger Rosiers
    - 4 em 1971: René Pijnen (3), Luis Ocaña
    - 2 em 1972: René Pijnen, Jesús Aranzábal
    - 5 em 1974: Eddy Peelman (2), Joaquim Agostinho (2), Gerben Karstens

  - 3 classificação finais:
    - Rudi Altig (1962)
    - Jacques Anquetil (1963)
    - Luis Ocaña (1970)

  - 5 classificações secundárias:
    - Classificação por pontos: Rudi Altig (1962), Bas Maliepaard (1963)
    - Classificação por equipas: 1962, 1963, 1969

## Elencos

### 1967
| Integrantes da equipe 1967 | Integrantes da equipe 1967 | Integrantes da equipe 1967         | Integrantes da equipe 1967 |
| Ciclista                   | Data de nascimento         | Equipe anterior                    |                            |
| -------------------------- | -------------------------- | ---------------------------------- | -------------------------- |
| Siegfried Adler            | 29 março 1943              |                                    |                            |
| Lucien Aimar               | 28 abril 1941              | Ford France-Hutchinson (1966)      |                            |
| Jacques Anquetil           | 8 janeiro 1934             | Ford France-Hutchinson (1966)      |                            |
| Serge Bolley               | 3 dezembro 1944            |                                    |                            |
| Pierre Campagnaro          | 1 julho 1943               |                                    |                            |
| Arie den Hartog            | 23 abril 1941              | Ford France-Hutchinson (1966)      |                            |
| Vincent Denson             | 24 novembro 1935           | Ford France-Hutchinson (1966)      |                            |
| Jean Graczyk               | 26 maio 1933               | Margnat-Paloma-Dunlop (1964)       |                            |
| Michel Grain               | 6 outubro 1942             | Saint-Raphaël-Gitane-Dunlop (1964) |                            |
| Jacques Guiot              | 6 setembro 1945            |                                    |                            |
| Julio Jiménez              | 28 outubro 1934            | Ford France-Hutchinson (1966)      |                            |
| Christian Leduc            | 9 novembro 1943            |                                    |                            |
| Paul Lemeteyer             | 4 junho 1942               | Ford France-Hutchinson (1966)      |                            |
| Yves Lepachelet            | 30 junho 1938              |                                    |                            |
| Jean Milesi                | 24 abril 1935              |                                    |                            |
| Anatole Novak              | 12 fevereiro 1937          | Ford France-Hutchinson (1966)      |                            |
| Raymond Riotte             | 16 fevereiro 1940          |                                    |                            |
| Jean Stablinski            | 21 maio 1932               | Ford France-Hutchinson (1966)      |                            |
| Raymond Steegmans          | 15 maio 1945               |                                    |                            |
| Jean-Claude Theillière     | 23 maio 1944               | Ford France-Hutchinson (1966)      |                            |
| Rolf Wolfshohl             | 27 dezembro 1938           | Mercier-BP-Hutchinson (1966)       |                            |
|                            |                            |                                    |                            |
| Fonte: Cycling Archives    |                            |                                    |                            |

Nota: Siegfried Adler

### 1968
| Integrantes da equipe 1968 | Integrantes da equipe 1968 | Integrantes da equipe 1968         | Integrantes da equipe 1968 |
| Ciclista                   | Data de nascimento         | Equipe anterior                    |                            |
| -------------------------- | -------------------------- | ---------------------------------- | -------------------------- |
| Siegfried Adler            | 29 março 1943              |                                    |                            |
| Lucien Aimar               | 28 abril 1941              | Ford France-Hutchinson (1966)      |                            |
| Jacques Anquetil           | 8 janeiro 1934             | Ford France-Hutchinson (1966)      |                            |
| Roland Berland             | 26 fevereiro 1945          |                                    |                            |
| Serge Bolley               | 3 dezembro 1944            |                                    |                            |
| Arie den Hartog            | 23 abril 1941              | Ford France-Hutchinson (1966)      |                            |
| Jean-Claude Genty          | 17 fevereiro 1945          |                                    |                            |
| Pierre Ghisellini          | 17 outubro 1943            |                                    |                            |
| Jean Graczyk               | 26 maio 1933               | Margnat-Paloma-Dunlop (1964)       |                            |
| Michel Grain               | 6 outubro 1942             | Saint-Raphaël-Gitane-Dunlop (1964) |                            |
| Charly Grosskost           | 5 março 1944               | Peugeot-BP-Michelin (1967)         |                            |
| Jacques Guiot              | 6 setembro 1945            |                                    |                            |
| Cees Haast                 | 19 novembro 1938           | Televizier-Batavus (1967)          |                            |
| Peter Head                 | 3 julho 1946               |                                    |                            |
| Julio Jiménez              | 28 outubro 1934            | Ford France-Hutchinson (1966)      |                            |
| Paul Lemeteyer             | 4 junho 1942               | Ford France-Hutchinson (1966)      |                            |
| Gilles Locatelli           | 4 dezembro 1943            |                                    |                            |
| Jean Milesi                | 24 abril 1935              |                                    |                            |
| Anatole Novak              | 12 fevereiro 1937          | Ford France-Hutchinson (1966)      |                            |
| Michel Rousseau            | 5 fevereiro 1936           |                                    |                            |
| Edward Sels                | 29 agosto 1941             | Flandria-De Clerck (1967)          |                            |
| Jean-Claude Theillière     | 23 maio 1944               | Ford France-Hutchinson (1966)      |                            |
| Willy Van Neste            | 10 março 1944              | Dr. Mann-Grundig (1968)            |                            |
| Rolf Wolfshohl             | 27 dezembro 1938           | Mercier-BP-Hutchinson (1966)       |                            |
| Michael Wright             | 25 março 1941              | Wiel's-Gancia-Groene Leeuw (1966)  |                            |
| Pierre Campagnaro          | 1 julho 1943               |                                    |                            |
|                            |                            |                                    |                            |
| Fonte: UCI                 |                            |                                    |                            |

Nota: Siegfried Adler

### 1969
| Integrantes da equipe 1969        | Integrantes da equipe 1969 | Integrantes da equipe 1969        | Integrantes da equipe 1969 |
| Ciclista                          | Data de nascimento         | Equipe anterior                   |                            |
| --------------------------------- | -------------------------- | --------------------------------- | -------------------------- |
| Lucien Aimar                      | 28 abril 1941              | Ford France-Hutchinson (1966)     |                            |
| Jacques Anquetil                  | 8 janeiro 1934             | Ford France-Hutchinson (1966)     |                            |
| Luis Balagué                      | 29 março 1944              |                                   |                            |
| Gilbert Bellone                   | 27 dezembro 1942           | Mercier-BP-Hutchinson (1968)      |                            |
| Roland Berland                    | 26 fevereiro 1945          |                                   |                            |
| Serge Bolley                      | 3 dezembro 1944            |                                   |                            |
| Paul Crapez                       | 17 abril 1947              |                                   |                            |
| José Miguel Echavarri             | 10 outubro 1947            |                                   |                            |
| Pierre Gauthier                   | 20 dezembro 1946           |                                   |                            |
| Jean-Claude Genty                 | 17 fevereiro 1945          |                                   |                            |
| Pierre Ghisellini                 | 17 outubro 1943            |                                   |                            |
| Charly Grosskost                  | 5 março 1944               | Peugeot-BP-Michelin (1967)        |                            |
| Jan Janssen                       | 19 maio 1940               | Pelforth-Sauvage-Lejeune (1968)   |                            |
| Jean-Marie Leblanc                | 28 julho 1944              | Pelforth-Sauvage-Lejeune (1968)   |                            |
| Robert Legein                     | 31 julho 1945              |                                   |                            |
| Anatole Novak                     | 12 fevereiro 1937          | Ford France-Hutchinson (1966)     |                            |
| José Pérez-Francés                | 27 dezembro 1936           | Kas-Kaskol (1968)                 |                            |
| Jean Pinault                      | 21 junho 1946              |                                   |                            |
| José Samyn (1 jan.–28 ago., Nota) | 11 maio 1946               | Pelforth-Sauvage-Lejeune (1968)   |                            |
| Johny Schleck                     | 22 novembro 1942           | Pelforth-Sauvage-Lejeune (1968)   |                            |
| Edward Sels                       | 29 agosto 1941             | Flandria-De Clerck (1967)         |                            |
| Marc Sohet                        | 15 junho 1947              |                                   |                            |
| Alain Vasseur                     | 1 abril 1948               |                                   |                            |
| Sylvain Vasseur                   | 28 fevereiro 1946          |                                   |                            |
| Rolf Wolfshohl                    | 27 dezembro 1938           | Mercier-BP-Hutchinson (1966)      |                            |
| Michael Wright                    | 25 março 1941              | Wiel's-Gancia-Groene Leeuw (1966) |                            |
|                                   |                            |                                   |                            |
| Fonte: UCI                        |                            |                                   |                            |

Nota: José Samyn, morreu durante competição

### 1970
| Integrantes da equipe 1970   | Integrantes da equipe 1970 | Integrantes da equipe 1970        | Integrantes da equipe 1970 |
| Ciclista                     | Data de nascimento         | Equipe anterior                   |                            |
| ---------------------------- | -------------------------- | --------------------------------- | -------------------------- |
| Jesús Aranzabal              | 25 dezembro 1939           | Fagor (1969)                      |                            |
| Roland Berland               | 26 fevereiro 1945          |                                   |                            |
| Serge Bolley                 | 3 dezembro 1944            |                                   |                            |
| Paul Crapez                  | 17 abril 1947              |                                   |                            |
| Philippe Crépel              | 12 janeiro 1945            | Sonolor-Lejeune (1969)            |                            |
| Christian Davaine            | 7 maio 1948                |                                   |                            |
| André Doyen (1 set.–31 mai.) | 29 março 1949              |                                   |                            |
| Daniel Ducreux               | 11 fevereiro 1947          | Mercier-BP-Hutchinson (1969)      |                            |
| Francis Ducreux              | 14 fevereiro 1945          | Mercier-BP-Hutchinson (1969)      |                            |
| José Miguel Echavarri        | 10 outubro 1947            |                                   |                            |
| Jean-Claude Genty            | 17 fevereiro 1945          |                                   |                            |
| Charly Grosskost             | 5 março 1944               | Peugeot-BP-Michelin (1967)        |                            |
| Alain Hamy                   | 31 julho 1945              |                                   |                            |
| Jan Janssen                  | 19 maio 1940               | Pelforth-Sauvage-Lejeune (1968)   |                            |
| Jean-Marie Leblanc           | 28 julho 1944              | Pelforth-Sauvage-Lejeune (1968)   |                            |
| Pierre Masseys               | 26 setembro 1946           |                                   |                            |
| Ramón Mendiburu              | 12 março 1940              | Fagor (1970)                      |                            |
| Leif Mortensen               | 5 maio 1946                |                                   |                            |
| Anatole Novak                | 12 fevereiro 1937          | Ford France-Hutchinson (1966)     |                            |
| Luis Ocaña                   | 9 junho 1945               | Fagor (1969)                      |                            |
| René Panagiotis              | 3 agosto 1946              |                                   |                            |
| Michel Quinchon              | 28 agosto 1949             | Sonolor-Lejeune (1969)            |                            |
| Roger Rosiers                | 26 novembro 1946           | Dr. Mann-Grundig (1969)           |                            |
| Alain Santy                  | 28 agosto 1949             |                                   |                            |
| Johny Schleck                | 22 novembro 1942           | Pelforth-Sauvage-Lejeune (1968)   |                            |
| Marc Sohet                   | 15 junho 1947              |                                   |                            |
| Raymond Van Marck            | 5 junho 1947               |                                   |                            |
| Alain Vasseur                | 1 abril 1948               |                                   |                            |
| Sylvain Vasseur              | 28 fevereiro 1946          |                                   |                            |
| Frans Verhaegen              | 22 janeiro 1948            |                                   |                            |
| Michael Wright               | 25 março 1941              | Wiel's-Gancia-Groene Leeuw (1966) |                            |
|                              |                            |                                   |                            |
| Fonte: UCI                   |                            |                                   |                            |

### 1971
| Integrantes da equipe 1971           | Integrantes da equipe 1971 | Integrantes da equipe 1971        | Integrantes da equipe 1971 |
| Ciclista                             | Data de nascimento         | Equipe anterior                   |                            |
| ------------------------------------ | -------------------------- | --------------------------------- | -------------------------- |
| Jesús Aranzabal                      | 25 dezembro 1939           | Fagor (1969)                      |                            |
| Roland Berland                       | 26 fevereiro 1945          |                                   |                            |
| Serge Bolley                         | 3 dezembro 1944            |                                   |                            |
| Francis Campaner                     | 1 fevereiro 1946           |                                   |                            |
| Philippe Crépel                      | 12 janeiro 1945            | Sonolor-Lejeune (1969)            |                            |
| Christian Davaine                    | 7 maio 1948                |                                   |                            |
| Roger Desmaret                       | 31 julho 1950              |                                   |                            |
| André Doyen (1 set.–31 mai.)         | 29 março 1949              |                                   |                            |
| Daniel Ducreux                       | 11 fevereiro 1947          | Mercier-BP-Hutchinson (1969)      |                            |
| Francis Ducreux                      | 14 fevereiro 1945          | Mercier-BP-Hutchinson (1969)      |                            |
| Jean-Claude Genty                    | 17 fevereiro 1945          |                                   |                            |
| Charly Grosskost                     | 5 março 1944               | Peugeot-BP-Michelin (1967)        |                            |
| Jacques Guiot                        | 6 setembro 1945            |                                   |                            |
| Jan Janssen                          | 19 maio 1940               | Pelforth-Sauvage-Lejeune (1968)   |                            |
| Giovanni Jiménez Ocampo              | 30 junho 1942              |                                   |                            |
| Bernard Labourdette                  | 13 agosto 1946             | Fagor (1970)                      |                            |
| Jean-Marie Leblanc                   | 28 julho 1944              | Pelforth-Sauvage-Lejeune (1968)   |                            |
| Désiré Letort                        | 29 janeiro 1943            | Peugeot-BP-Michelin (1970)        |                            |
| Leif Mortensen                       | 5 maio 1946                |                                   |                            |
| Anatole Novak                        | 12 fevereiro 1937          | Ford France-Hutchinson (1966)     |                            |
| Luis Ocaña                           | 9 junho 1945               | Fagor (1969)                      |                            |
| Christian Palka                      | 15 julho 1949              |                                   |                            |
| René Pijnen                          | 3 setembro 1946            | Willem II-Gazelle (1970)          |                            |
| Jean Ronsmans (1 jan.–31 mai., Nota) | 6 agosto 1947              | Hertekamp-Magniflex (1970)        |                            |
| Roger Rosiers                        | 26 novembro 1946           | Dr. Mann-Grundig (1969)           |                            |
| Alain Santy                          | 28 agosto 1949             |                                   |                            |
| Guy Santy                            | 23 novembro 1950           |                                   |                            |
| Johny Schleck                        | 22 novembro 1942           | Pelforth-Sauvage-Lejeune (1968)   |                            |
| Marc Sohet                           | 15 junho 1947              |                                   |                            |
| Jean-Claude Theillière               | 23 maio 1944               | Sonolor-Lejeune (1970)            |                            |
| Bernard Van der Linde                | 14 junho 1946              |                                   |                            |
| Raymond Van Marck                    | 5 junho 1947               |                                   |                            |
| Alain Vasseur                        | 1 abril 1948               |                                   |                            |
| Sylvain Vasseur                      | 28 fevereiro 1946          |                                   |                            |
| Frans Verhaegen                      | 22 janeiro 1948            |                                   |                            |
| Michael Wright                       | 25 março 1941              | Wiel's-Gancia-Groene Leeuw (1966) |                            |
|                                      |                            |                                   |                            |
| Fonte: UCI                           |                            |                                   |                            |

Nota: Jean Ronsmans, change of team

### 1972
| Integrantes da equipe 1972 | Integrantes da equipe 1972 | Integrantes da equipe 1972      | Integrantes da equipe 1972 |
| Ciclista                   | Data de nascimento         | Equipe anterior                 |                            |
| -------------------------- | -------------------------- | ------------------------------- | -------------------------- |
| Jesús Aranzabal            | 25 dezembro 1939           | Fagor (1969)                    |                            |
| Roland Berland             | 26 fevereiro 1945          |                                 |                            |
| Francis Campaner           | 1 fevereiro 1946           |                                 |                            |
| Jaak De Boever             | 29 agosto 1937             | Flandria-Mars (1971)            |                            |
| Roger Desmaret             | 31 julho 1950              |                                 |                            |
| Daniel Ducreux             | 11 fevereiro 1947          | Mercier-BP-Hutchinson (1969)    |                            |
| Francis Ducreux            | 14 fevereiro 1945          | Mercier-BP-Hutchinson (1969)    |                            |
| Jean-Claude Genty          | 17 fevereiro 1945          |                                 |                            |
| Charly Grosskost           | 5 março 1944               | Peugeot-BP-Michelin (1967)      |                            |
| Bernard Labourdette        | 13 agosto 1946             | Fagor (1970)                    |                            |
| Serge Lapébie              | 9 junho 1948               | Sonolor-Lejeune (1971)          |                            |
| Eric Leman                 | 17 julho 1946              | Flandria-Mars (1971)            |                            |
| Désiré Letort              | 29 janeiro 1943            | Peugeot-BP-Michelin (1970)      |                            |
| Leif Mortensen             | 5 maio 1946                |                                 |                            |
| Anatole Novak              | 12 fevereiro 1937          | Ford France-Hutchinson (1966)   |                            |
| Luis Ocaña                 | 9 junho 1945               | Fagor (1969)                    |                            |
| Christian Palka            | 15 julho 1949              |                                 |                            |
| René Pijnen                | 3 setembro 1946            | Willem II-Gazelle (1970)        |                            |
| Roger Rosiers              | 26 novembro 1946           | Dr. Mann-Grundig (1969)         |                            |
| Alain Santy                | 28 agosto 1949             |                                 |                            |
| Guy Santy                  | 23 novembro 1950           |                                 |                            |
| Johny Schleck              | 22 novembro 1942           | Pelforth-Sauvage-Lejeune (1968) |                            |
| Alain Vasseur              | 1 abril 1948               |                                 |                            |
| Sylvain Vasseur            | 28 fevereiro 1946          |                                 |                            |
|                            |                            |                                 |                            |
| Fonte: UCI                 |                            |                                 |                            |

### 1973
| Integrantes da equipe 1973     | Integrantes da equipe 1973 | Integrantes da equipe 1973      | Integrantes da equipe 1973 |
| Ciclista                       | Data de nascimento         | Equipe anterior                 |                            |
| ------------------------------ | -------------------------- | ------------------------------- | -------------------------- |
| Joaquim Agostinho              | 7 abril 1943               | Frimatic-de Gribaldy (1972)     |                            |
| Roland Berland                 | 26 fevereiro 1945          |                                 |                            |
| José Catieau                   | 17 julho 1946              | Sonolor (1972)                  |                            |
| Jean-Jacques Fussien           | 21 janeiro 1952            |                                 |                            |
| Jean-Claude Genty              | 17 fevereiro 1945          |                                 |                            |
| Bernard Labourdette            | 13 agosto 1946             | Fagor (1970)                    |                            |
| Serge Lapébie (1 jan.–31 mar.) | 9 junho 1948               | Sonolor-Lejeune (1971)          |                            |
| Désiré Letort                  | 29 janeiro 1943            | Peugeot-BP-Michelin (1970)      |                            |
| Leif Mortensen                 | 5 maio 1946                |                                 |                            |
| Luis Ocaña                     | 9 junho 1945               | Fagor (1969)                    |                            |
| Christian Palka                | 15 julho 1949              |                                 |                            |
| René Pijnen                    | 3 setembro 1946            | Willem II-Gazelle (1970)        |                            |
| Roger Rosiers                  | 26 novembro 1946           | Dr. Mann-Grundig (1969)         |                            |
| Alain Santy                    | 28 agosto 1949             |                                 |                            |
| Guy Santy                      | 23 novembro 1950           |                                 |                            |
| Johny Schleck                  | 22 novembro 1942           | Pelforth-Sauvage-Lejeune (1968) |                            |
| Alain Vasseur                  | 1 abril 1948               |                                 |                            |
| Sylvain Vasseur                | 28 fevereiro 1946          |                                 |                            |
|                                |                            |                                 |                            |
| Fonte: UCI                     |                            |                                 |                            |

### 1974
| Integrantes da equipe 1974      | Integrantes da equipe 1974 | Integrantes da equipe 1974       | Integrantes da equipe 1974 |
| Ciclista                        | Data de nascimento         | Equipe anterior                  |                            |
| ------------------------------- | -------------------------- | -------------------------------- | -------------------------- |
| Joaquim Agostinho               | 7 abril 1943               | Frimatic-de Gribaldy (1972)      |                            |
| Luis Balagué                    | 29 março 1944              | La Casera-Peña Bahamontes (1973) |                            |
| Roland Berland                  | 26 fevereiro 1945          |                                  |                            |
| José Catieau                    | 17 julho 1946              | Sonolor (1972)                   |                            |
| Patrice Collinet                | 18 agosto 1949             |                                  |                            |
| Bernard Croyet                  | 6 julho 1948               |                                  |                            |
| Bernard Draux (12 jun.–31 dez.) | 11 maio 1951               |                                  |                            |
| Jacky Ferrari (1 jan.–30 jun.)  | 7 outubro 1952             |                                  |                            |
| Jean-Jacques Fussien            | 21 janeiro 1952            |                                  |                            |
| Jean-Claude Genty               | 17 fevereiro 1945          |                                  |                            |
| Gerben Karstens                 | 14 janeiro 1942            | Rokado-De Gribaldy (1973)        |                            |
| Bernard Labourdette             | 13 agosto 1946             | Fagor (1970)                     |                            |
| Jean-Luc Molinéris              | 25 agosto 1950             |                                  |                            |
| Leif Mortensen                  | 5 maio 1946                |                                  |                            |
| Luis Ocaña                      | 9 junho 1945               | Fagor (1969)                     |                            |
| Christian Palka                 | 15 julho 1949              |                                  |                            |
| Eddy Peelman                    | 8 agosto 1947              | Rokado-De Gribaldy (1973)        |                            |
| Guy Santy                       | 23 novembro 1950           |                                  |                            |
| Johny Schleck                   | 22 novembro 1942           | Pelforth-Sauvage-Lejeune (1968)  |                            |
| Roland Smet                     | 18 dezembro 1952           |                                  |                            |
| Alain Vasseur                   | 1 abril 1948               |                                  |                            |
| Sylvain Vasseur                 | 28 fevereiro 1946          |                                  |                            |
|                                 |                            |                                  |                            |
| Fonte: UCI                      |                            |                                  |                            |